# Marginální rubrika
Marginální rubrika je nadpis části právního předpisu. Přesnější název je ale jen rubrika, protože se původně psaly jako poznámky po straně zákonného textu (in margine, na okraj) a postupně se dostaly jako nadpisy nad určitou část textu. Tím získaly i význam při systematickém výkladu práva, kde jde o tzv. argumentum a rubrica (právní norma zařazená pod určitou rubrikou působí jen vůči látce v této části předpisu).
Umísťovány jsou nad čísla paragrafů či článků, čímž systematicky oddělují danou skupinu paragrafů nebo článků až do další nebo vyšší marginální rubriky. Jsou-li ale umístěny pod číslem paragrafu nebo článku, označují jen text tohoto paragrafu nebo článku.